# خانه‌ای ییلاقی در دارتمور
خانه‌ای ییلاقی در دارتمور (انگلیسی: A Cottage on Dartmoor) که با نام فرار از دارتمور نیز شناخته می‌شود، یک فیلم صامت در سبک درام به کارگردانی آنتونی اسکویت است که در سال ۱۹۲۹ منتشر شد.